# Jesse James

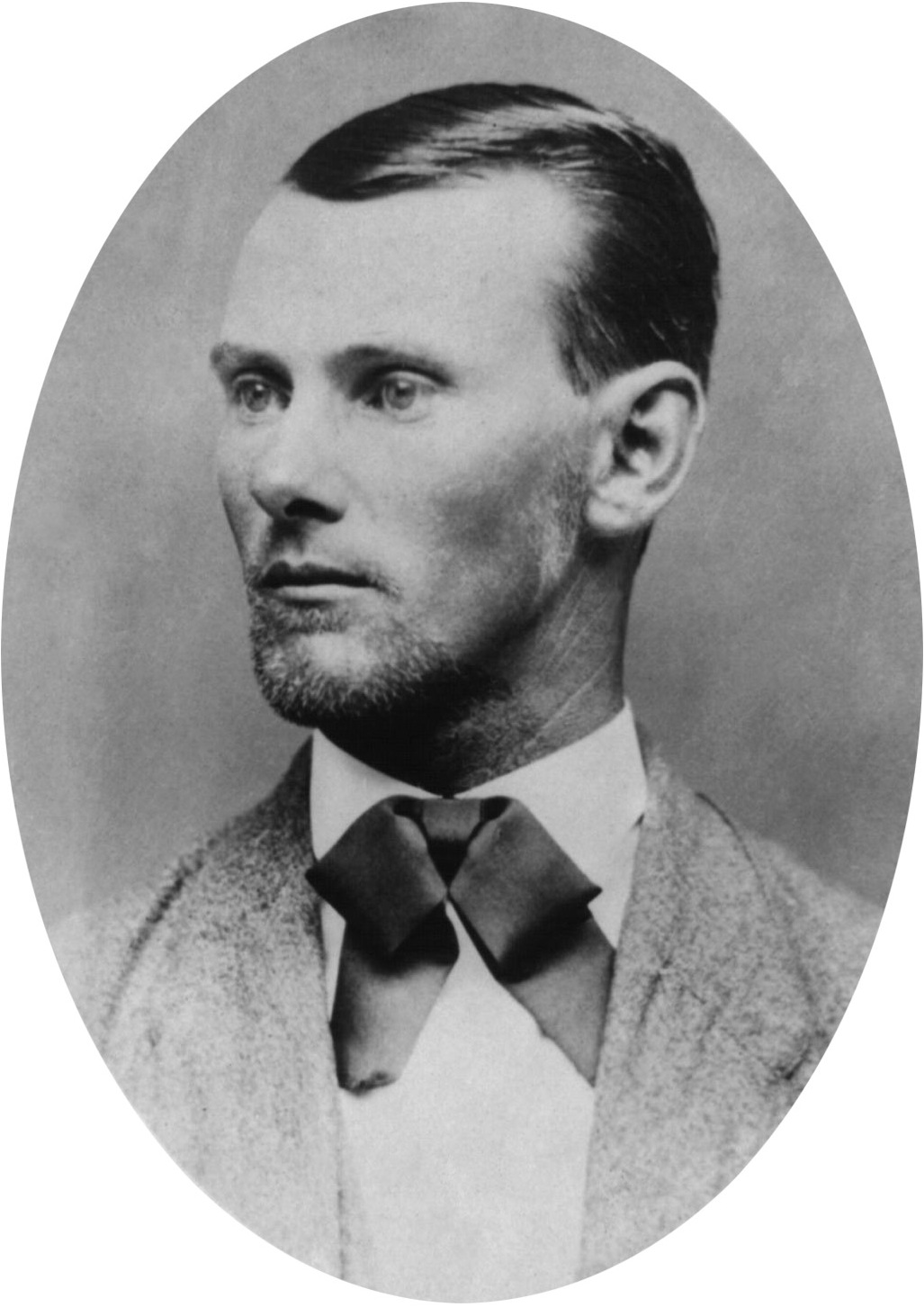
Jesse James

Jesse Woodson James (* 5. September 1847 in Centerville, heute Kearney, im Clay County, Missouri; † 3. April 1882 in Saint Joseph, Missouri) war ein US-amerikanischer Bandit und das bekannteste Mitglied der James-Younger-Bande. Nach seinem Tod wurde Jesse James eine legendäre Figur des Wilden Westens.

## Leben

### Vor dem Bürgerkrieg
Seine Eltern waren Zerelda Elisabeth Cole und der Farmer und Baptistenvorsteher Robert James. Jesse hatte drei Geschwister: die Brüder Robert Jr. (starb jung) und Alexander Franklin (Frank) sowie eine Schwester, Susan Lavenia. Die Mutter heiratete nach dem Tod ihres ersten Mannes noch zweimal, u. a. den Arzt Reuben Samuel, und hatte weitere Kinder.

### Bürgerkrieg
Zu Beginn des Sezessionskriegs musste sich die Armee der Konföderierten aufgrund früher Erfolge der Unionstruppen aus dem Staat Missouri zurückziehen. Die Einwohner des Staates blieben in ihrer Einstellung aber weiterhin geteilt zwischen Unionisten und Sympathisanten des Südens, zu denen auch die Familie James gehörte.
Jesses älterer Bruder Frank war Soldat in der konföderierten Armee, bis er krankheitsbedingt nach Hause zurückkehren musste. Im Jahre 1863 schloss er sich den sogenannten „Bushwhackers“ an, einer Guerillatruppe, die die Unionstruppen im westlichen Missouri bekämpfte. Diese Kämpfe wurden mit großer Heftigkeit geführt, nicht zuletzt deswegen, weil sämtliche Beteiligte aus der Gegend stammten und teilweise Nachbarn gegeneinander kämpften.
Jesses Stiefvater Reuben Samuel wurde von der örtlichen Miliz gefoltert, die auf der Jagd nach Frank James und seiner Bande war. Schließlich schloss sich Frank James einer weiteren Guerillatruppe an, den „Quantrills Raiders“, und nahm 1863 am blutigen Massaker an 200 Männern und Jungen in Lawrence, Kansas, teil.
Im Jahre 1864 schloss sich ihm sein 16 Jahre alter Bruder Jesse an, und sie kämpften gemeinsam gegen Sympathisanten der Union. Dabei dienten sie u. a. unter den Kommandanten William T. Anderson und Archie Clement. Sie nahmen im September 1864 am Centralia-Massaker teil, bei dem 22 unbewaffnete Unionssoldaten aus einem Zug gezerrt und getötet wurden.
Die Straftaten der Brüder James hatten Folgen für die übrige Familie James: Die Unionsbehörden verbannten Reuben und Zerelda Samuel im Jahre 1865 aus Missouri.

### Banditenleben
Nach Ende des Bürgerkriegs (1865) war die Bevölkerung weiterhin zerstritten. Zur politischen Gewalt in den Südstaaten gehörte unter anderem die Ermordung von ehemaligen Sklaven, die sich politisch betätigen wollten. Manche Weiße im Süden empfanden die neue Zeit als Unterdrückung durch das Bundesparlament (Zeit der sogenannten Reconstruction).
Jesse James wurde einen Monat nach Kriegsende von einem Unionskavalleristen angeschossen und schwer verletzt. Er wurde von seiner Cousine Zerelda „Zee“ Mimms gesundgepflegt. In der Folgezeit wurden die beiden ein Paar.
Einige von Jesses früheren Guerillakameraden, wie Archie Clement, kehrten nicht ins friedliche Privatleben zurück. Im Jahre 1866 überfiel diese Gruppe die Clay County Savings Association in Liberty und beging damit den ersten Banküberfall nach dem Bürgerkrieg. Ob Jesse James schon an diesem ersten Überfall teilnahm, ist nicht gesichert, möglicherweise erholte er sich noch von seiner Schussverletzung. In den nächsten Jahren führte die Bande weitere Überfälle durch, obwohl ihre Mitgliederzahl durch staatliche Verfolgung und Lynchjustiz immer geringer wurde.

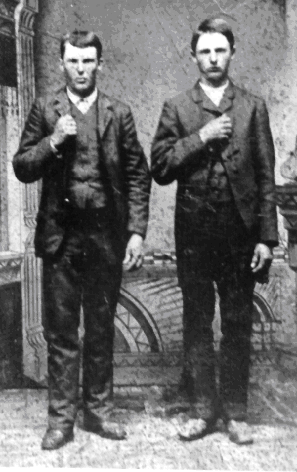
Jesse und Frank James

Im Jahre 1868 hatten sich Frank und Jesse James mit ihrem alten Freund Cole Younger zusammengeschlossen und überfielen die Bank in Russellville, Kentucky. Bekannt wurde Jesse James allerdings erst nach dem Überfall auf die Daviess County Savings Association in Gallatin, Missouri. Dabei erschoss Jesse James den Kassierer der Bank, weil er in ihm den ehemaligen Milizoffizier Samuel Cox zu erkennen glaubte, der während des Bürgerkriegs William T. Anderson erschossen hatte.
Diese Rachetat und die gewagte Flucht aus der Stadt brachten Jesse James die erste Zeitungsmeldung ein und machten ihn zum bekanntesten der früheren Guerilleros, die zu Banditen geworden waren. Daraufhin begann er eine Zusammenarbeit mit John Newman Edwards, dem Herausgeber der Kansas City Times. Dieser kämpfte dafür, dass die alte Konföderation in Missouri wieder mehr Einfluss bekommen sollte. Edwards veröffentlichte Briefe, die Jesse James an ihn schrieb, und nutzte diese Veröffentlichungen dazu, Jesse als Symbol einer wiedererstarkten Rebellion darzustellen. Seine Veröffentlichungen waren daher auch in dieser Hinsicht stark konföderiert gefärbt.
Historiker und James-Biografen sind sich nicht einig, inwieweit Jesse James selbst an dieser Rolle mitgewirkt hat oder ob allein Edwards dafür verantwortlich war, die Banditenkarriere zu politisieren.
Mittlerweile gehörten zur James-Younger-Bande auch Cole Youngers Bruder Clell Miller und andere frühere Konföderierte. Sie verübten eine Serie von Raubüberfällen, die sich von Iowa bis Texas und von Kansas nach West Virginia zog. Sie überfielen Banken, Postkutschen und einen Jahrmarkt in Kansas City.
Im Jahre 1873 verlegten sie sich auf Zugüberfälle und brachten am 21. Juli den Rock-Island-Zug in Adair (Iowa) zum Entgleisen. Die späteren Zugüberfälle waren weniger spektakulär. Jesse James begnügte sich damit, den Safe im Gepäckwagen auszurauben und ließ die Passagiere unbehelligt. Dies führte dazu, dass die Presse ihm ein Robin-Hood-Image andichtete.
Die Zuggesellschaften setzten sich im Jahre 1874 mit der Pinkerton-Detektivagentur in Verbindung, um die James-Younger-Bande zu stoppen. Eigentlich beschäftigte sich die Detektei nur mit Verbrechern in Städten, wie Safeknackern oder entwichenen Strafgefangenen. Die Aufgabe, die ehemaligen Guerilleros zu finden, die in Missouri starke Unterstützung durch Sympathisanten erhielten, schien zu groß für sie zu sein. Der Detektiv Joseph Whicher wurde beauftragt, sich als Arbeiter auf der Farm von Jesse James’ Mutter einzuschleichen. Er wurde jedoch kurz danach tot aufgefunden.
Danach wurden die Detektive Louis J. Lull und John Boyle auf die Younger-Brüder angesetzt. Lull wurde bei einem Feuergefecht auf der Straße am 17. März 1874 getötet. Zuvor konnte er allerdings noch John Younger erschießen. Nun übernahm der Gründer der Detektei, Allan Pinkerton, den Fall persönlich und begann einen Rachefeldzug. Zusammen mit alten Unionsanhängern, die in der Gegend von Jesse James’ Familienanwesen wohnten, überfiel er die Farm in der Nacht zum 25. Januar 1875. Ein Sprengsatz, der in eines der Gebäude geworfen wurde, tötete Jesses Halbbruder Archie und verwundete seine Mutter, der später ein Unterarm amputiert werden musste.
Dieser blutige Überfall machte Jesse James in Edwards Zeitungskolumnen endgültig zur Sympathiefigur in der Öffentlichkeit. Ein Gesetz, das der James-Younger-Bande Amnestie anbot, fand große Zustimmung im Parlament. Frank und Jesse James, die mittlerweile beide jeweils verheiratet waren, zogen es allerdings vor, die Gegend zu verlassen und sich bei Nashville niederzulassen, dies möglicherweise, um ihre Mutter vor weiteren Angriffen zu schützen.

### Niedergang der Bande
Am 7. September 1876 führte die James-Younger-Bande ihren gewagtesten Überfall auf die First National Bank in Northfield, Minnesota, durch. Cole und Bob Younger berichteten später, dass sie diese Bank ausgewählt hatten, weil sie eng mit den beiden ehemaligen Unionsgenerälen und radikalen republikanischen Politikern Adelbert Ames und dessen Schwiegervater Benjamin Franklin Butler verbunden war. Der Überfall misslang allerdings, weil der Bankangestellte Joseph Lee Heywood es ablehnte, den Safe zu öffnen. Er gab vor, dass der Safe mit einem Zeitschloss gesichert sei, was aber nicht der Fall war. Heywood blieb dabei, obwohl er geschlagen und mit einem Messer bedroht wurde. Mittlerweile hatten Bürger von Northfield den Überfall bemerkt und näherten sich bewaffnet der Bank. Die Bande floh aus der Bank, und Frank oder Jesse James erschoss zuvor noch den unbewaffneten Heywood.
Beim Verlassen der Bank wurden in einem Feuergefecht die draußen stehenden Bandenmitglieder Cole, Bob und Jim Younger verletzt. Die Bande konnte aus der Stadt entkommen. Zwei ihrer Mitglieder, Clell Miller und Bill Chadwell, blieben tot zurück, ebenso erlagen drei Bürger, der Kassierer Joseph Heywood, Sheriff Glispin und ein schwedischer Einwanderer namens August Suborn ihren Schussverletzungen. Eine großangelegte Verfolgungsjagd begann. Die beiden James-Brüder trennten sich schließlich von der Bande und entkamen nach Missouri. Die Youngers und ein weiterer Bandit, Charlie Pitts, wurden bald gestellt. In der folgenden Schießerei wurde Charlie Pitts getötet und die Younger-Brüder wurden festgenommen. Bis auf Frank und Jesse James gab es die James-Younger-Bande nun nicht mehr.
Jesse und Frank kehrten nach Nashville zurück, wo sie unter den Namen Thomas Howard und B. J. Woodson lebten. Jesse James bekam vier Kinder: Jesse Edwards, Mary sowie Zwillinge, die kurz nach der Geburt starben. Die beiden Brüder versuchten, ein normales Leben aufzubauen. Frank schien dies zu gelingen, aber Jesse war ruhelos und gründete im Jahre 1879 eine neue Bande.
Am 8. Oktober 1879 überfiel er einen Zug in Glendale, Missouri. Dies war der Auftakt zu einer Vielzahl von Verbrechen, u. a. dem Raubüberfall auf den Zahlmeister einer Kanalbaustelle in Muscle Shoals, Alabama, sowie zwei weiteren Zugüberfällen.
Diese neue Bande bestand jedoch nicht aus kampferfahrenen Guerilleros aus dem Bürgerkrieg. Nach internen Streitigkeiten wurden einige Mitglieder gefangen genommen. Jesse James selbst bekam Verfolgungswahn und erschoss ein Bandenmitglied, ein anderes floh aus Angst. Die Behörden wurden auf die Bande aufmerksam, und im Jahre 1881 mussten die James-Brüder wieder nach Missouri fliehen. Im Dezember des Jahres mietete Jesse ein Haus in Saint Joseph, Missouri, nicht weit von seinem Geburtsort. Frank James zog weiter nach Virginia, weil ihm dies sicherer erschien.

### Der Hinterhalt

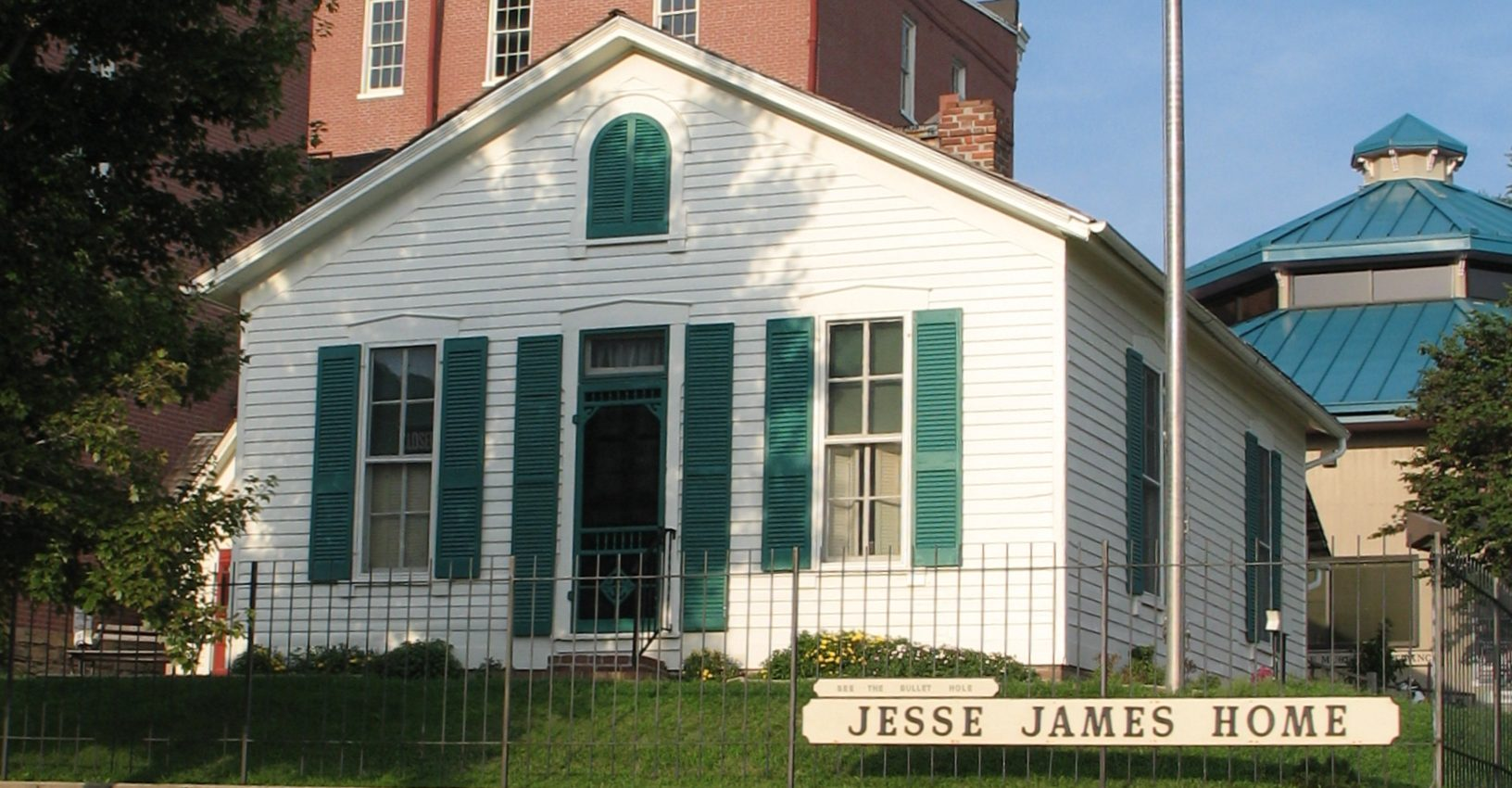
Jesse James’ Haus in Saint Joseph, in dem er ermordet wurde

Nachdem seine Bande durch Festnahmen und Todesfälle dezimiert worden war, war Jesse James der Meinung, dass er nur noch den beiden Brüdern Bob und Charley Ford vertrauen könne. Während Charley schon mehrfach an Überfällen der Bande teilgenommen hatte, war Bob ein Neuling. Aus Sicherheitsgründen schlug Jesse den Brüdern vor, mit ihm und seiner Familie zusammenzuziehen. Jesse ahnte allerdings nicht, dass Bob Ford mittlerweile geheime Gespräche mit Thomas Theodore Crittenden führte, dem Gouverneur von Missouri, der Jesse James fassen wollte.
Crittenden wollte die Festnahme der James-Brüder für seinen Wahlkampf nutzen. Da die konföderierten Kräfte in der Regierung mittlerweile durchgesetzt hatten, dass kein hohes Kopfgeld auf die James-Brüder ausgesetzt werden durfte, nahm Crittenden Kontakt mit den Post- und Eisenbahngesellschaften auf, die daraufhin auf jeden der James-Brüder 10.000 $ (nach heutigem Wert etwa 300.000 $) Kopfgeld aussetzten.
Am 3. April 1882, während der Vorbereitungen für einen weiteren Raubüberfall, stieg Jesse James in seinem Haus auf einen Stuhl, um ein Bild zu entstauben. Seinen Revolver hatte er abgelegt, da er fürchtete, bei Passanten Misstrauen zu erregen, wenn er ihn bei Arbeiten am Haus ständig trüge. Diese Gelegenheit nutzten die Ford-Brüder und zogen ihre Revolver. Ein Schuss von Bob Ford traf Jesse direkt hinter dem Ohr und tötete ihn.
Die Fords machten keinen Hehl aus ihrer Beteiligung an der Tötung Jesse James, als die Anwohner am Ort des Geschehens auftauchten, um den toten Banditen zu sehen. Sie ergaben sich den Behörden, bekannten sich schuldig und wurden zum Tode durch den Strang verurteilt, aber sofort durch Crittenden amnestiert. Diese schnelle Amnestie lässt vermuten, dass der Gouverneur wusste, dass die Brüder vorhatten, Jesse James zu töten, statt ihn gefangen zu nehmen. Die Ford-Brüder hielten wie viele andere, die Jesse James kannten, die Festnahme eines derart gefährlichen Mannes für undurchführbar. Die Vermutung, dass die Staatsführung von der geplanten Tötung eines Bürgers ohne Gerichtsverfahren wusste, verunsicherte die Bevölkerung und unterstützte die Legendenbildung.
Nach dem Tod seines Bruders stellte sich Frank James den Behörden, wurde jedoch vor Gericht für nicht schuldig befunden. Frank James starb schließlich im Jahre 1915 eines natürlichen Todes. Seine Asche wurde bis zum Tode seiner Frau im Jahre 1944 in einem Banktresor aufbewahrt und schließlich zusammen mit ihrer auf einem Friedhof in Kansas City bestattet.
Die Brüder Ford bekamen nur einen Teil des Kopfgeldes, weil Personen der Strafverfolgungsbehörden, die in den Plan eingeweiht waren, einen Teil beanspruchten. Die Brüder flohen aus Missouri, da sie Racheakte fürchteten. Charley Ford nahm sich im Mai 1884 das Leben. Bob Ford wurde am 8. Juni 1892 in seinem Saloonzelt in Creede, Colorado, erschossen. Sein Mörder, Edward Capehart O’Kelley, wurde zunächst zu lebenslangem Zuchthaus verurteilt. Seine Strafe wurde jedoch vom Gouverneur des Staates nach zahlreichen Petitionen aus der Bevölkerung vorerst auf 18 Jahre herabgesetzt, im Jahr 1900, nach nur acht Jahren Gefängnis, wurde er aus dem Colorado State Penitentiary entlassen. O’Kelley wurde 1904 bei einer Auseinandersetzung mit einem Polizisten erschossen.
Auf Jesse James’ Grabstein ist zu lesen: “…Murdered by a Traitor and Coward Whose Name is not Worthy to Appear Here” (deutsch: „…Ermordet von einem Verräter und Feigling, dessen Name nicht wert ist, hier zu erscheinen.“)

## Verschwörungsmythen
Immer wieder erschienen Meldungen, nach denen James überlebt habe. Bob Ford habe ihn nicht erschossen, sondern es sei alles inszeniert worden, damit James den Behörden entkommen konnte. Weitere Theorien besagten, dass er bis 1948 in Guthrie (Oklahoma) gelebt habe. Ein J. Frank Dalton, der 1951 in Granbury, Texas, im Alter von 103 Jahren starb, behauptete von sich, Jesse James zu sein. Der von Ford erschossene Mann habe Frank Bigelow geheißen und mit James’ Frau zusammengelebt.
Diese Theorien wurden nie wirklich ernst genommen und sind seit einigen Jahren auch widerlegt: 1995 wurde Jesse James exhumiert und eine DNA-Analyse vorgenommen, die eindeutig seine Identität bewies.
Die Witwe Zerelda Amanda Mimms James starb im Mai 1900 in Kansas City (Missouri) mit 55 Jahren einsam und verarmt.

## Rezeption

### Film
Begebenheiten aus dem Leben von Jesse James wurden in Dutzenden von Filmen thematisiert, wobei selten auf historische Genauigkeit geachtet wurde. Es begann zur Stummfilmzeit im Jahre 1921 mit dem Film Jesse James under the Black Flag, in dem Jesses Sohn Jesse James jr. die Titelrolle spielte.
- 1921 – Jesse James Under the Black Flag
- 1927 – Ein Bandit von Ehre (mit Fred Thomson)
- 1939 – Jesse James, Mann ohne Gesetz (mit Tyrone Power)
- 1940 – Rache für Jesse James (Fortsetzung des Films von 1939 unter der Regie von Fritz Lang)
- 1949 – Ich erschoß Jesse James (von Samuel Fuller)
- 1950 – Reiter ohne Gnade (von Ray Enright)
- 1950 – Die Rückkehr von Jesse James (von Arthur Hilton um einen Verbrecher, der sich für Jesse James ausgibt)
- 1951 – In Rache vereint (von Gordon Douglas, mit Macdonald Carey)
- 1957 – Rächer der Enterbten (mit Robert Wagner)
- 1972 – Der große Minnesota-Überfall (mit Robert Duvall)
- 1980 – Long Riders (mit James Keach)
- 1986 – The Last Days of Frank and Jesse James (mit Johnny Cash)
- 1994 – The James Gang (mit Bill Paxton und Rob Lowe)
- 2001 – American Outlaws (mit Colin Farrell)
- 2007 – Die Ermordung des Jesse James durch den Feigling Robert Ford (mit Brad Pitt als Jesse James und Casey Affleck als Robert Ford)

In den Serien Eisenbahndetektiv Matt Clark, X-Factor, Unsere kleine Farm, Superman – Die Abenteuer von Lois & Clark und Timeless drehte sich je eine Folge um den berühmten Banditen Jesse James.

### Comic
Es gibt ein Lucky-Luke-Album mit dem Titel Jesse James (1969; dt.: seit 1983 Ehapa-Band #38), in dem dieser durch die Lektüre von Robin Hood zu seinen Überfällen inspiriert wird. Außerdem taucht er im Die-blauen-Boys-Album Quantrills Bande auf (1994; dt.: seit 1996 Carlsen-Band #18). Des Weiteren erscheinen Jesse und Frank James auch in Don Rosas Onkel Dagobert – Sein Leben, seine Milliarden (1991 bis 1994; dt.: seit 1993 Ehapa), als sie einen Zug überfallen.

### Musik
Der Folksong Jesse James stellt Jesse James als Helden dar. 1919 erstmals von Bentley Ball aufgenommen, wurde er – oft auch unter dem Titel The Ballad of Jesse James – unter anderem durch die Interpretationen von Pete Seeger, Woody Guthrie, Warren Zevon (1976), Prefab Sprout, The Pogues (1985), Bruce Springsteen (2006) oder Van Morrison, Lonnie Donegan und Chris Barber (2006) bekannt. Cher besingt den gleichnamigen Banditen in Just Like Jesse James auf ihrer Platte Heart Of Stone aus dem Jahre 1989. Geschrieben wurde der Titel von Desmond Child und Diane Warren. Von 1966 bis 1976 gab es die Rockband James Gang, der der bekannte Gitarrist Joe Walsh bis 1970 angehörte. Auf dem 1992er Album Boom Boom von John Lee Hooker ist ebenfalls ein Song über Jesse James enthalten: I'm Bad Like Jesse James.

### Videospiel
In Call of Juarez: Gunslinger erhofft sich der Protagonist von Jesse James Hinweise auf die Mörder seiner Brüder. Er verfolgt ihn durch einen fahrenden Zug und steht ihm am Ende des Kapitels in einem Duell gegenüber, in dem er James nicht tötet, sondern nur verwundet.

## Museen
Eine Vielzahl von Museen im mittleren Westen befasst sich mit Jesse James, hauptsächlich an Orten, an denen Überfälle stattfanden. Die wichtigsten sind:
- Die „James Farm“ in Kearney (Missouri)
- Das Jesse-James-Wohnhaus-Museum in St. Joseph (Missouri), wo er erschossen wurde.
- Die First National Bank von Northfield, Schauplatz des Überfalls von 1876